# Mário da Rocha
Mário da Rocha (Vagos, 19 de Junho de 1931 - 27 de Dezembro de 2014) foi um escritor, jornalista e professor português.
Nascido na vila de Vagos, estudou no Liceu de Aveiro e na Universidade de Lisboa, onde se licenciou em 1954. 
Publicou o primeiro livro, a colectânea de poemas Sinfonia Incompleta, em 1955. Ainda nos anos 50 do século XX colabora em diversos órgãos da imprensa, nomeadamente no jornal Litoral, de Aveiro, e no respectivo suplemento cultural, Companha - que dará título ao semanário que Mário da Rocha virá a fundar e dirigir, na década de 70.
Professor do ensino secundário, manteve uma intensa actividade intelectual e artística, participando na fundação do Círculo Experimental de Teatro de Aveiro (CETA) e na criação da Secção de Artes Plásticas do Clube dos Galitos.
Dirigiu o suplemento juvenil Vae Victis, publicado com o semanário Litoral (de onde nasceu a ideia da criação do CETA) e, em 1969, participou no «diálogo com os católicos» proposto por Mário Sacramento, de que resultaria o livro Frátria - Diálogo com os católicos (ou talvez não), considerado um marco na discussão intelectual entre cristãos e marxistas em Portugal.
Ainda em 1969 torna-se crítico literário no Diário de Lisboa. Organizou e dirigiu um programa semanal radiofónico de crítica de espectáculos intitulado de "Ribalta na Praça".
Foi fundador do Externato de São João, em Vagos, participou na organização do I Festival de Cinema Amador de Aveiro, e dirigiu, com Jaime Borges, a primeira galeria de arte de Aveiro.
Em 1978 fundou o semanário Companha, que se publicou em Aveiro durante cerca de um ano. Colaborou com diversos outros órgãos de Imprensa, como o Comércio do Porto.
Faleceu em 27 de Dezembro de 2014, no Silveiro - Oiã - O. do Bairro, após vários anos de doença incapacitante, deixando viúva a sua eterna esposa Dr.ª Fernanda Graça (de quem não teve filhos), que sempre lhe prestou todo o carinho, a quem doou uma grande e valiosa biblioteca com milhares de livros.

## Principais obras
- Sinfonia Incompleta (poemas), 1955
- Frátria (em co-autoria com Mário Sacramento), 1969;
- Tempo de Mudança (ensaios), 1978
- A Falência do Cristianismo Burguês (ensaios), 1984;
- Razão Secreta de uma Promoção (depoimento), 1985.
- Igreja, Povo de Deus.  Mas que Povo, 1990.